# Batman v Superman: Dawn of Justice (banda sonora)
Batman v Superman: Dawn of Justice es la banda sonora de la película del mismo nombre compuesta por Hans Zimmer y Junkie XL. Fue lanzada el 18 de marzo de 2016 por WaterTower Music. La edición exclusiva de lujo del álbum contiene cinco pistas de bonificación, "Blood of My Blood", "Vigilante", "May I Help You, Mr. Wayne?", "They Were Hunters" y "Fight Night"". La banda sonora también cuenta con el cantante Eric Whitacre.

## Lista de canciones

### Edición estándar
| Disco 1 |                                         |          |  |
| N.º     | Título                                  | Duración |  |
| 1.      | «Beautiful Lie»                         | 3:47     |  |
| 2.      | «Their War Here»                        | 4:34     |  |
| 3.      | «The Red Capes Are Coming»              | 3:32     |  |
| 4.      | «Day of the Dead»                       | 4:01     |  |
| 5.      | «Must There Be a Superman?»             | 3:58     |  |
| 6.      | «New Rules»                             | 4:02     |  |
| 7.      | «Do You Bleed?»                         | 4:36     |  |
| 8.      | «Problems Up Here»                      | 4:25     |  |
| 9.      | «Black and Blue»                        | 8:30     |  |
| 10.     | «Tuesday»                               | 4:00     |  |
| 11.     | «Is She with You?»                      | 5:46     |  |
| 12.     | «This Is My World»                      | 6:23     |  |
| 13.     | «Men Are Still Good (The Batman Suite)» | 14:03    |  |

### Edición de lujo
| Disco 1 |                                         |          |  |
| N.º     | Título                                  | Duración |  |
| 1.      | «Beautiful Lie»                         | 3:47     |  |
| 2.      | «Their War Here»                        | 4:34     |  |
| 3.      | «The Red Capes Are Coming»              | 3:32     |  |
| 4.      | «Day of the Dead»                       | 4:01     |  |
| 5.      | «Must There Be a Superman?»             | 3:58     |  |
| 6.      | «New Rules»                             | 4:02     |  |
| 7.      | «Do You Bleed?»                         | 4:36     |  |
| 8.      | «Problems Up Here»                      | 4:25     |  |
| 9.      | «Black and Blue»                        | 8:30     |  |
| 10.     | «Tuesday»                               | 4:00     |  |
| 11.     | «Is She With You?»                      | 5:46     |  |
| 12.     | «This Is My World»                      | 6:23     |  |
| 13.     | «Men Are Still Good (The Batman Suite)» | 14:03    |  |

| Disco 2 |                              |          |  |
| N.º     | Título                       | Duración |  |
| 1.      | «Blood of My Blood»          | 4:25     |  |
| 2.      | «Vigilante»                  | 3:53     |  |
| 3.      | «May I Help You, Mr. Wayne?» | 3:27     |  |
| 4.      | «They Were Hunters»          | 2:45     |  |
| 5.      | «Fight Night»                | 4:20     |  |

## Listas
| Lista (2016)                      | Mejor posición |
| --------------------------------- | -------------- |
| Australia (ARIA)                  | 34             |
| Austria (Ö3 Austria)              | 67             |
| Bélgica (Ultratop flamenca)       | 47             |
| Bélgica (Ultratop valona)         | 64             |
| Países Bajos (Album Top 100)      | 86             |
| Francia (SNEP)                    | 64             |
| Irlanda (IRMA)                    | 44             |
| Italian Compilation Albums (FIMI) | 14             |
| Suiza (Schweizer Hitparade)       | 65             |
| Reino Unido (UK Albums Chart)     | 33             |
| Estados Unidos (Billboard 200)    | 25             |